# Протесты после убийства Джорджа Флойда
Протесты после убийства Джорджа Флойда начались 26 мая 2020 года в Миннеаполисе, штат Миннесота, как реакция на убийство афроамериканца Джорджа Флойда во время задержания офицером полиции Дереком Шовином, который держал колено на его шее в течение около 8 минут, в то время как ещё трое офицеров смотрели на происходящее. Шовин и трое других офицеров, участвовавших в задержании, были позднее арестованы.
В течение нескольких дней протесты распространились по всей территории США, в июне они прошли более чем в 2000 городов в 60 странах мира. По оценкам специалистов, в протестах в июне-августе 2020 года участвовало от 15 до 26 миллионов американцев, что делает протесты крупнейшими в истории США. Протесты проходили в рамках антирасистского движения Black Lives Matter (с англ. — «Чёрные жизни важны»), зародившегося в США ещё в 2013 году. Время протестов пришлось на пандемию коронавирусной инфекции.
Большая часть протестов были мирными протестами против полицейского насилия и расизма, однако в некоторых городах они перешли в беспорядки, бунты, мародёрство и столкновения с полицией. Со стороны ряда СМИ звучали обвинения в полицейском насилии во время акций протестов, в том числе по отношению к журналистам. К началу июня по крайней мере в 200 городах США был введён комендантский час, более 30 штатов призвали на помощь Национальную гвардию для обеспечения правопорядка. К концу июня было задержано не менее 14 тысяч протестующих. По состоянию на 8 июня по крайней мере 19 человек погибли в процессе протестов.
Протесты привели к многочисленным законодательным инициативам на уровне государства, штатов и муниципалитетов, направленным против полицейского насилия, систематического расизма и условного иммунитета. В то же время администрация президента Дональда Трампа была раскритикована за жёсткую риторику по отношению к протестующим и агрессивный, милитаризованный ответ на протесты. Другим следствием протестов был снос памятников конфедератам и переименования некоторых объектов, связанных с расизмом.

## Предыстория
Из-за частых случаев некорректного поведения американских полицейских, вплоть до причинения смерти при задержании, в особенности по отношению к афроамериканцам, участники движения за гражданские права и прочие активисты на протяжении долгого времени выдвигали требования о реформах полиции и увеличении её подотчётности в случаях избыточного применения силы. Многие протесты движения за гражданские права и расовые волнения в США, включая Восстание в Уоттсе 1965 года и Лос-анджелесский бунт 1992 года, начались как реакция на полицейское насилие.
В 2013 году в социальных медиа появился хештег #BlackLivesMatter. Произошло это после того, как был оправдан Джордж Циммерман, совершивший убийство афроамериканского подростка Трэйвона Мартина.
В 2014 году в городе Фергусон, Миссури, 18-летний афроамериканец Майкл Браун был застрелен белым полицейским, что привело к местным протестам. В этом же году в Нью-Йорке 44-летний афроамериканец Эрик Гарнер был задушен во время ареста — он, как и Джордж Флойд позднее, во время ареста многократно говорил «Я не могу дышать» (англ. I can't breathe), что стало девизом протестов против полицейского насилия. В результате прошли протесты во многих городах США, а Black Lives Matter стало общенациональным движением.
В 2020 году пандемия COVID-19 вскрыла проблемы в государственной системе здравоохранения, что обострило расовые проблемы. Меры, предпринятые во время пандемии, такие как закрытия организаций и введение режимом карантина, привели к потерям работы миллионами американцев, что также повлияло на протесты.

## Ход протестов
25 мая 2020 года был убит Джордж Флойд. Видеозапись произошедшего широко распространилась в СМИ, и 26 мая 2020 года, на следующий день после убийства Флойда, в Миннеаполисе прошли протесты. К полудню тысячи людей собрались на автобусной остановке, где он погиб, и установили самодельный мемориал. Организаторы протестов старались сохранить их мирными.
27 мая начались протесты вне Миннеаполиса, изначально в Мемфисе и Лос-Анджелесе, 28 мая уже в нескольких крупных американских городах. География протестов расширялась с каждым днём. В июне протесты прошли во всех штатах США. Про крайней мере в 200 городах ввели комендантский час, более 30 штатов призвали на помощь Национальную гвардию для обеспечения правопорядка, было задействовано более 62 тысяч гвардейцев.
29 мая Дереку Шовину были предъявлены обвинения в убийстве третьей степени. В этот же день президент США Дональд Трамп написал в Твиттере «Когда начинается мародёрство, начинается стрельба», предъявил ультиматум протестующим в Миннеаполисе и намекнул на ввод войск, чем спровоцировал повышение напряженности.
1 июня полиция разогнала мирных протестующих при помощи светошумовых гранат и слезоточивого газа, чтобы Трамп смог пройти в церковь Святого Иоанна и сделать там фотосессию. Епископ церкви заявила, что Трамп использовал храм как «фон для заявления, которое несовместимо с учением Христа и ценностями нашей церкви». 3 июня обвинения были предъявлены троим другим полицейским, участвовавшим в задержании, также были предъявлены обвинения. 11 июня Марк Милли, председатель Объединённого комитета начальников штабов, заявил, что напрасно сопровождал Трампа на фотосессию у церкви.
В начале июня в Сиэтле протестующие заняли несколько кварталов, полиция покинула эти территории и на них была объявлена Автономная зона Капитолийского холма. Протестующие заявляли, что там «полиция под запретом, еда бесплатна, а по ночам снимаются документальные фильмы». 10 июня Трамп потребовал от мэра и губернатора вернуть контроль над территорией, подразумевая возможность применения военных, но территория оставалась вне контроля властей вплоть до полицейской операции 1 июля.
По оценкам специалистов, к 6 июня около полумиллиона человек протестовали в США в 550 местах. 9 июня прошли похороны Флойда. Наконец, во второй половине июня активизировались сносы памятников лидерам и военным Конфедеративных Штатов Америки, а также другим людям, замешанным, по мнению протестующих, в расизме и работорговле. Также прошли контрпротесты полицейских, недовольных сокращением финансирования полиции, под лозунгом Blue Lives Matter.
17 июня были обнародованы три плана реформы полиции — от Республиканской партии, от Демократической партии и от Белого дома. Эти планы были направлены на борьбу с полицейской жестокостью и вообще использованием насилия полицейскими. 25 июня National Public Radio сообщил, что шансы на успешное прохождение этих планов через обе палаты парламента малы из-за отсутствия согласия между партиями — вероятно, до выборов в ноябре 2020 года.
Протесты продолжились, и 19 июня, в День освобождения рабов, на западном побережье были закрыты порты местным профсоюзом в честь солидарности с протестующими. Другой профсоюз призвал протестующих преклонить колено на протестах на протяжении 8 минут 46 секунд — времени, которое, по первоначальной информации, Шовин стоял на шее у Флойда. 20 июля в 160 городах прошла массовая Забастовка ради жизни темнокожих, в которой участники уходили с работы примерно на 8 минут в знак протеста против систематического расизма.
По состоянию на 3 июля, протесты прошли в 40 % округов США и собрали, по данным опросов от компании Civis Analytics, от 15 до 26 миллионов протестующих, что делает протесты крупнейшими в истории США. По данным некоммерческой организации Armed Conflict Location and Event Data Project с 26 мая по 22 августа прошло не менее 7750 протестных акций, связанных с движением Black Lives Matter, имевших место в 2400 различных местах в пределах США.

## Поддержка обществом
Согласно опросу, проведённому изданием The Washington Post и Школой Шара (Schar School) 2—7 июня, большинство американцев поддерживает протесты: 87 % сторонников демократов, 76 % партийно нейтральных людей и 53 % сторонников республиканцев. При этом 64 % осуждают действия Трампа по разрешению конфликта.
При этом по данным опросов от компании Civis Analytics, за первые две недели протестов поддержка движения Black Lives Matter американским обществом выросла настолько же, как за предыдущий 21 месяц, и в целом с 2012—2014 года «общественное мнение о вопросах расовой и криминальной справедливости стабильно двигается влево».
По данным опроса, проведённого Институтом Гэллапа с 23 июня по 6 июля, 65 % американцев поддерживают протесты, в том числе 92 афроамериканцев и 59 белых американцев, 95 % сторонников демократов, 69 % партийно нейтральных людей, но лишь 22 % сторонников республиканцев. При этом 21 % американцев считают, что протесты сильно (a lot) изменили их взгляды на расовую справедливость, 33 % — что они изменились немного (a little), 47 % — что их взгляды совсем не изменились (not at all).
По данным опроса, проведённого 4—10 июня 2020 года исследовательским центром Pew Research Center, среди любой из основных этнических групп США большинство людей поддерживает движение Black Lives Matter. Так, среди белых американцев решительно поддерживают (strongly support) движение 31 % людей, а умеренно поддерживают (somewhat support) — 30 %, всего — 60 %, среди афроамериканцев — 71 % решительно, 15 % умеренно и 86 % всего, а в целом по обществу — 38 % решительно, 29 % умеренно и 67 % всего.

## Насилие
- Горящие здания во время беспорядков в Сент-Поле, Миннесота, 29 мая
- Разграбленный супермаркет Cub Foods в Миннеаполисе, Миннесота, 28 мая
- Полицейские и протестующие стоят друг напротив друга в Сиэтле, 30 мая
- Горящий транспорт во время беспорядков в Вашингтоне, 30 мая
- Полицейские разгоняют протестующих, прячущихся за зонтами, в Сиэтле, 25 июля
- Правоохранители и протестующие в Атланте, конец мая — начало июня
- Журналисты снимают правоохранителей в Вашингтоне, 3 июня.

По данным некоммерческой организации Armed Conflict Location and Event Data Project, проанализировавшей 7750 протестных акций, произошедших с 26 мая по 22 августа и связанных с движением Black Lives Matter, в 93 % случаев они «оставались мирными и без разрушений». Тем не менее, примерно в 220 местах протесты перешли в столкновения с полицией или с контрпротестующими или привели к повреждению собственности.
По состоянию на 22 июня полиция задержала 14 тысяч человек в 49 городах. В основном задержанные были обвинены в малозначителых правонарушения вроде несоблюдения комендантского часа или блокировки дорог. По состоянию на 8 июня по крайней мере 19 человек погибли в процессе протестов. По данным Американской академии офтальмологии и факультета офтальмологии Калифорнийского университета в Сан-Франциско, в ходе протестов около 30 человек получили травмы глаз, в том числе треть из них — полную потерю зрения на один глаз, в основном от удара летящего физического предмета вроде резиновой пули.
В некоторых случаях мирные протесты превратились в бунты. По заявлению Эндрю Янга, одного из лидеров движения за гражданские права, насилие и мародёрство «только мешают достичь нужных целей, а не помогают ему». Семья Флойда осудила применение насилия.

### Беспорядки и погромы
В некоторых местах протесты сопровождались беспорядками, мародерством, погромами и поджогами. Некоторые протестующие прибегали к вандализму, разрисовывали здания граффити или разбивали окна в государственных учреждениях и частных компаниях в центре города.
По оценке властей Миннеаполиса, было повреждено или подожжено 220 зданий и нанесён ущерб в 55 миллионов долларов. В Денвере частные организации сообщили об ущербе по крайней мере в 2 миллиона долларов, а общий ущерб городу оценен властями в 5.5 миллионов долларов. Организация Portland Business Alliance оценивает общий ущерб от протестов в Портленде, включая неполученную прибыль, в несколько десятков миллионов долларов.

### Полицейское насилие
Были зафиксированы, в том числе на видео, многочисленные случаи, когда полицейские действовали агрессивно, использовали «дубинки, слезоточивый газ, газовые баллончики и резиновые пули по отношению к протестующим, прохожим и журналистам, часто без предупреждения или видимых причин для этого». Так, по оценкам правозащитной организации Amnesty International, с 25 мая по 5 июня полиция без необходимости применила слезоточивый газ в 89 случаях в 34 штатах и газовые баллончики — в 21 случае в 15 штатах.
Эти инциденты вызвали «растущее беспокойство, что агрессивные методы не приводят к обеспечению правопорядка, а лишь увеличивают напряжённость». По заявлениям представителей полиции, агрессивные методы были необходимы, чтобы предотвратить вандализм, а сами полицейские подвергаются атакам со стороны протестующих, бросающих камни и бутылки с водой.
Amnesty International призвала полицию прекратить использование избыточных, милитаризованных действий по отношению к протестующим. Также было отмечено, что использование полицией слезоточивых и раздражающих веществ принуждает протестующих снять защитные маски, что может увеличить их риск заражения COVID-19.

### Наезды на протестующих
С 27 мая до 6 июля было зафиксировано по крайней мере 66 эпизодов, когда транспортные средства въезжали в толпу протестующих, из них 4 были признаны случайными, а 7 были произведены офицерами полиции. Начиная с 2015 года такие наезды на толпу протестующих поощряются в интернете в мемах «Наедь на них» (англ. Run Them Over) и «Все жизни разбрызгать» (англ. All Lives Splatter), а также в некоторых материалах телеканала Fox News и в некоторых постах полицейских в социальных сетях.

### Нападения на журналистов
По сведениям «Репортёров без границ» к 1 июня в 30 городах Соединённых Штатов произошло как минимум 68 атак на журналистов, включая нападения с применением резиновых пуль и слезоточивого газа. Согласно данным U.S. Press Freedom Tracker, проекта «Комитета защиты журналистов», на 21 августа больше сотни журналистов было арестовано во время освещения протестов, а 114 журналистов были физически атакованы офицерами полиции. Также некоторые журналисты были атакованы протестующими, однако порядка 80 % случаев насилия в отношении журналистов были произведены силами обеспечения правопорядка. «Комитет защиты журналистов» заявил, что проводимые полицией «целенаправленные нападения на журналистов, на съемочные группы и на журналистские организации, освещающие демонстрации, <…> представляют собой неприемлемую попытку запугать их».

## Влияние

### Снос памятников
Также происходили стихийные акты вандализма, снос и осквернение некоторых памятников, которые протестующие считали символами расизма и угнетения. При этом некоторые монументы были снесены властями легально по инициативе активистов.
В основном снесённые памятники связаны с Конфедеративными Штатами Америки — южными рабовладельческими штатами, отделившимися от США и участвовавшими в Гражданской войне с ними. Например, 9 июня 2020 года протестующие снесли мемориал Джефферсону Дэвису, президенту Конфедерации, находившийся в Ричмонде, бывшей столице Конфедерации.
По данным правозащитной организации Southern Poverty Law Center, в 2019 году в США было около 1800 различных объектов памяти Конфедерации, таких как памятники и названия географических объектов, и лишь 114 были уничтожены на тот момент. При этом большинство памятников, увековечивающих Конфедерацию, были установлены не в период её существования (1861—1865), а в период с середины 1890-х годов до середины 1950-х, в период наибольшей расовой сегрегации и законов Джима Кроу.
Помимо объектов памяти деятелей Конфедерации, были уничтожены также и другие монументы: например, в штате Нью-Мексико властями были снесены две статуи испанского конкистадора Хуана де Оньяте, губернатора испанской провинции Новая Мексика, который в 1599 году провёл карательную операцию против индейцев акома, а в Бельгии было снесено несколько памятников королю Леопольду II, ответственному за зверства в Свободном государстве Конго.

### Символика и названия
5 июня Корпус морской пехоты США запретил использование боевого флага Конфедеративных Штатов Америки, сославшись на то, что он стал ассоциироваться с «экстремистскими и расистскими группами» (например, в событиях в Шарлотсвилле в 2017 году). 9 июня Военно-морские силы США сделали то же самое.
28 июня Легислатура штата Миссисипи двумя третями голосов приняла закон о смене флага штата, а 30 июня губернатор Тейт Ривз утвердил этот закон. Флаг Миссисипи являлся последним флагом штатов США, содержавшим боевой флаг Конфедеративных Штатов Америки.
13 июля футбольный клуб «Вашингтон Редскинз» (с англ. — «Краснокожие из Вашингтона») окончательно убрал слово «краснокожие» из названия как оскорбительное для коренных народов США. Новое название ещё в процессе определения, в сезоне 2020 года команда выступала как «Вашингтон».
Также в связи с протестами марка «Aunt Jemima» (с англ. — «Тётушка Джемайма») была убрана из линейки продуктов Quaker Oats Company, а у марки «Uncle Ben’s» (с англ. — «Дядюшка Бен») был изменён логотип, в обоих случаях для «избавления от символики, напоминающей о временах расовой сегрегации».

### Полицейская деятельность
В Атланте 170 полицейских ушли на больничный в знак протеста против убийства Рейшарда Брукса, 27-летнего афроамериканца, застреленного белым полицейским. Департамент полиции Нью-Йорка заявил о четырёхкратном увеличении числа заявок на увольнения и последующем введении ограничения на их количество до 40 в день.
В ответ на протесты некоторые власти штатов и местные власти ввели изменения в работу полиции. Например, губернатор Калифорнии Гэвин Ньюсом предложил запретить использование некоторых удушающих приёмов, а Полицейский департамент Миннеаполиса их полностью запретил.
В ходе протестов раздавались призывы урезать финансирование полиции под лозунгом «Defund the police». Частично в результате этого в Остине, столице Техаса, сократили бюджет полиции на 150 миллионов долларов, около одной трети; из них 80 миллионов были перенаправлены другим государственным учреждениям, которые будут выполнять гражданские функции, ранее выполнявшиеся полицией.
В июне Демократическая партия выдвинула Законопроект о правосудии имени Джорджа Флойда, предлагающий реформу полиции, направленную на увеличение её подотчётности, борьбу с избыточным использованием силы и расовыми предрассудками. Законопроект был принят Палатой представителей и отвергнут Сенатом, контролируемым Республиканской партией. Аналогично, предложенный республиканцами законопроект был заблокирован в Палате представителей, контролируемой демократами.
16 июня президент Трамп подписал указ о реформе полиции, которая должна мотивировать полицейские департаменты набирать сотрудников из местных жителей патрулируемых районов, уменьшить применение полицейского насилия и поставить в приоритет использование соцработников и сотрудников психиатрических клиник вместо полицейских. Также этим указом была создана общенациональная база данных полицейских, применявших избыточное насилие.